# Betelgeuze

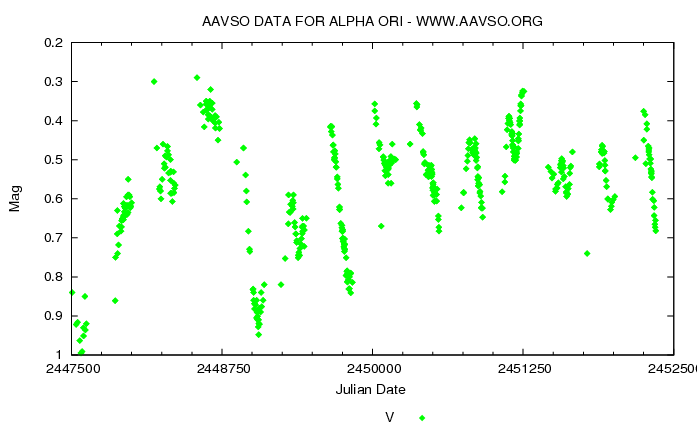
A Betelgeuze fénygörbéje

A Betelgeuze (kiejtve: betelgeuze )  vagy α Orionis 548 fényév távolságban lévő félszabályos változócsillag.  Az Orion csillagkép főcsillaga, egyben a második legfényesebb csillag a csillagképben, és az égbolt kilencedik legfényesebb csillaga. Az Orion téglalapjának északkeleti sarokpontja. Bár a Bayer-féle jelölés szerint az Orion csillagkép alfája, nincs olyan fényes, mint a Rigel (β Orionis). A nagy Téli Háromszög egyik jellegzetes csillaga. Neve arab eredetű, a Yad al-Jauzā (Orion keze) elírásából keletkezett (ezért lett B betűs).
A Betelgeuze M2Iabh típusú vörös szuperóriás, az egyik legnagyobb fizikai méretű ismert csillag, átmérője a Napénak kb 764-szerese, tömege becslések szerint 16,5–19 naptömeg (korábban a tömegét nagyobbnak gondolták). Az utóbbi 15 évben, 1993-tól azonban fokozatos összehúzódáson ment keresztül, átmérője 15%-kal lett kevesebb, mint az interferométeres mérések kezdetén, ami nem zárja ki, hogy a nem túl távoli jövőben szupernóva váljon belőle. A csillag gyorsan veszít anyagot, a csillag átmérőjénél hatszor nagyobb anyagcsóva nyúlik ki belőle, emellett felszínén valószínűleg igen nagy méretű konvekciós cellák vannak. Mindez életkorához képest (amely mindössze kb. 8-9 millió év) rendkívül gyors csillagfejlődést mutat.
A Betelgeuze azon kevés csillag egyike, amelyről sikerült nem pontszerű, hanem a csillag kiterjedését mutató felvételt készíteni a Hubble űrtávcsővel.

## Megfigyelésének története
Már az ókori görögök is ismerték a csillagot, akik jellegzetes vöröses fénye alapján könnyen beazonosították. Kínai csillagászok néhány ezer évvel ezelőtt még sárgás-vöröses színben figyelték meg, amely a csillagfejlődés egy akkori állapotát mutathatja. Az újkorban először Sir John Herschel volt az, aki kimutatta, hogy a Betelgeuze fényessége ingadozó értékeket mutat, időszakonként vissza-visszatérő mértékben.

## Tulajdonságai
Deklinációja alapján körülbelül 7,5 fok távolságban van északra az égi egyenlítőtől, így a Déli-sark környéke (déli szélesség 82,5 foktól délre eső területek) kivételével az egész Földről megfigyelhető. Közepes északi szélességekről nézve a csillagkép bal felső, déli szélességekről megfigyelve a jobb alsó csillaga. A csillag könnyűszerrel felismerhető vöröses fényéről. Januártól a keleti égbolton kel fel, közvetlenül naplemente után, az esti szürkületben már megjelenik, szeptember közepétől március közepéig  a Föld minden lakott területén látható. Május első napjaiban még felkereshető a nyugati égbolton, közvetlenül napnyugta után. Május és július közepe között nem látható, mert ilyenkor halad a Nap a szomszédos ekliptikai csillagképekben (Bika, Ikrek), de július második felében már kereshető a hajnali szürkületben a keleti horizont fölött. Fényessége alapján a nyolcadik legfényesebb csillag, viszont mivel változócsillag, néha a Procyon fényerejénél is erősebb, ilyenkor tehát ez a hetedik legfényesebb látható csillag, olykor még a csillagkép legfényesebb csillagánál, a Rigelnél is fényesebb, tehát ilyenkor ez a csillagkép legfényesebb csillaga. Hatalmas méretű csillag, képzeletben a Nap helyére helyezve egészen a Jupiter pályájáig érne. Vörös színe alacsony felszíni hőmérsékletének is köszönhető. Mivel nincs ismert kísérője, ezért tömegét csak megbecsülni tudjuk, de annyi bizonyosnak látszik, hogy sűrűsége, különösen a külső rétegekben, meglehetősen alacsony. Anyagának egy részét elvesztette, és ez kitörések formájában a mai napig, visszatérően jelentkezik.

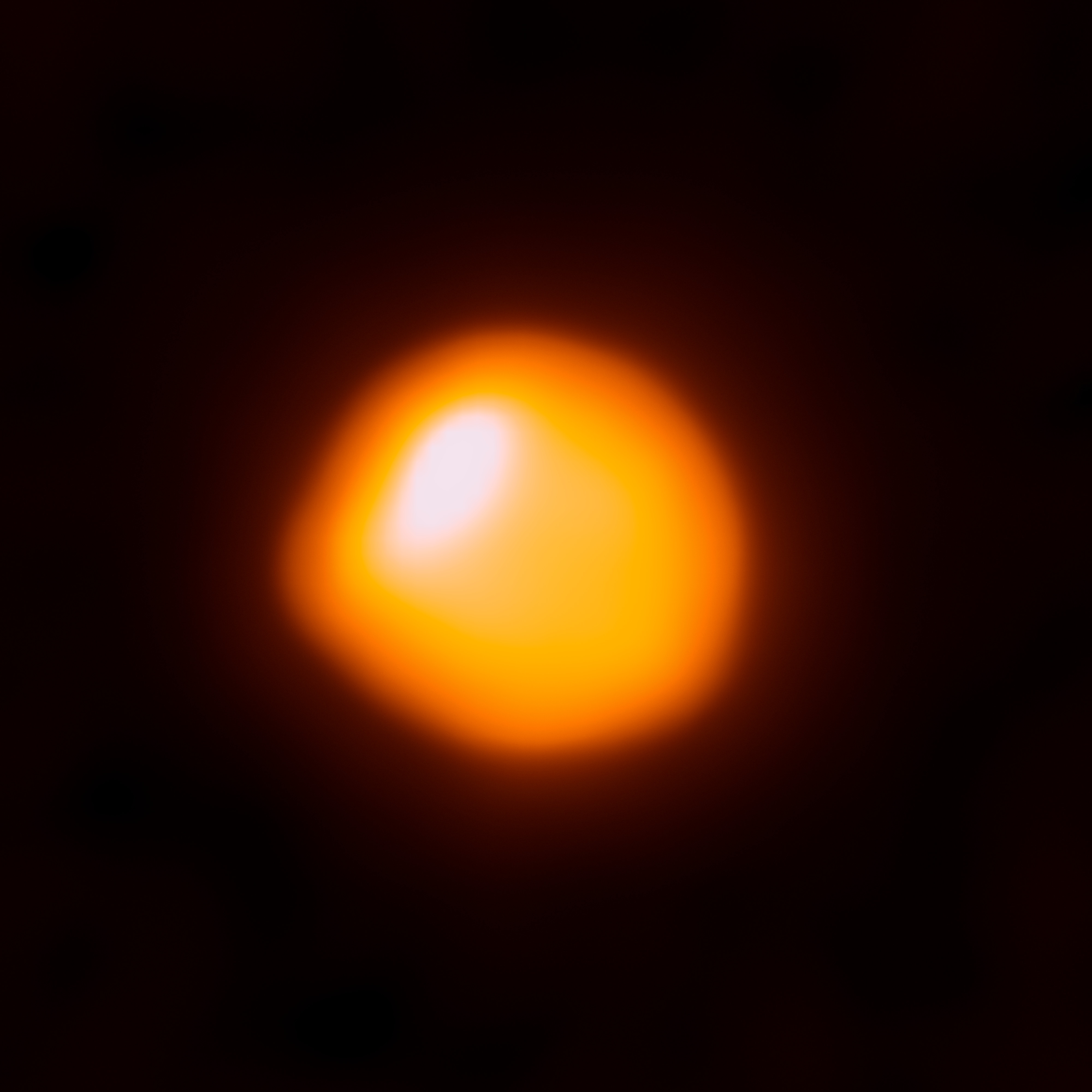
A Betelgeuze az ALMA felvételén

Hogy mi lesz a Betelgeuze sorsa, azt pontosan nem tudjuk, mert nincs adatunk arra nézve, mekkora volt a kezdeti tömege. A legvalószínűbb az, hogy csillagászati időskálán mérve hamarosan szupernóvává alakul, és egy neutroncsillag marad utána. Ez néhány tízezer éven belül bekövetkezhet, amint a magjában a szén, a neon, az oxigén és a szilícium is elkezd égni. Ha ez bekövetkezik, körülbelül két hétig hatalmas erővel fog világítani, amely olyan erejű lesz, hogy túlragyoghatja a teliholdat is,
és fényes nappal is látható lesz. Ezután a csillag fokozatosan elhalványul. Mivel a forgástengelye nem a Föld felé mutat, így nem kell attól tartanunk, hogy a földi életre veszélyes gamma-sugárzás érne minket.

## Átmeneti elhalványulás
2019 novembere és 2020 februárja között a csillag fénye elhalványult, ebből egyes megfigyelők arra következtettek, hogy a fényerő csökkenése egy közelgő robbanás előjele lehet. Azonban az elhalványulás hirtelen megszűnt. Egy új tanulmányban, ami a The Astrophysical Journal-ben jelent meg, ismertetik a csillag ultraviola fényben való vizsgálatának eredményeit. A felvételek a Hubble űrtávcsővel készültek.
A  Harvard-Smithsonian Center for Astrophysics kutatói megállapították, hogy a csillag déli felének irányából egy nagy tömegű, forró és fényes anyagcsomó lökődött ki, nagyjából 300 000 km/h sebességgel. Az anyagcsomó legalább 2x fényesebb volt, mint a csillag normál fényessége. A kitörés után nagyjából egy hónappal a Betelgeuze déli fele rejtélyes módon elhalványodott. A kutatók szerint a világűrbe kilökődött anyag elkezdett lehűlni, és sűrű porfelhővé alakult, ami részben eltakarta a Betelgeuze felszínét. A porfelhő haladási iránya éppen a Föld felé mutatott, ezért vált láthatóvá a földi csillagászok számára. Ha a kilökődés más irányba történik, akkor valószínűleg nem szerzünk tudomást róla.